# Willi Ostermann
Willi Ostermann, geboren als Wilhelm 'Willi' Ostermann (Mülheim am Rhein, 1 oktober 1876 - Keulen, 6 augustus 1936) was een Duitse componist en tekstschrijver in het Keulse dialect.

## Jeugd en opleiding
Ostermann was de zoon van spoorwegbeambte Peter Ostermann en zijn vrouw Gertrud Paas. In 1878 verhuisde de familie naar Deutz, waar de vader een betere baan aangeboden kreeg bij de Bergisch-Märkische spoorwegen. Omdat Deutz toentertijd garnizoenstad was, kwam Willi in zijn vroegste kindheid in aanraking met de doortrekkende militaire muziekkapellen.
Ostermann bezocht van 1883 tot 1891 de katholieke basisschool in Deutz. Zijn medescholieren gaven later te kennen, dat Ostermann in de school dialect-parodieën op gedichten had gemaakt en dat hij steeds de nieuwste carnavalsliedjes uit zijn hoofd kende.
Nadat zijn vader geen opleidingsplaats als bankwerker voor hem kon vinden, startte Ostermann een opleiding in het elektro-ambacht, maar werd reeds na enkele maanden ontslagen wegens conflicten met zijn broodheren. Vervolgens leerde hij in een drukkerij het beroep van boekdrukker en galvanoplastiker, wat hem meer op het lijf was geschreven. Tot 1900 was hij vermoedelijk in dit beroep werkzaam,

## Carrière
In 1895 werd Ostermann lid van een theatergroep. Hij had reeds ervaring opgedaan met een poppentheater en bracht tijdens familiefeesten en in herbergen eigen gedichten en liederen ten gehore, waardoor hij ook een bijverdienste had. Hij zette zich echter sinds de afsluiting van zijn opleiding in voor een vaste verbintenis in een variété of theater. Echter bekend werd Ostermann pas in 1899 door zijn lied Et Düxer Schötzefeß, dat hij tijdens een optreden bij de Deutzer schuttersvereniging voordroeg.
Ostermann kon geen noten lezen of schrijven, maar bracht zijn composities zingend op geluidsdragers ten gehore. In de daaropvolgende periode werd hij ontdekt door de voorzitter van een Keuls carnavalsgezelschap, die hem voorstelde om een carnavalsschlager te schrijven voor het seizoen 1906/1907. In samenwerking met de componist Emil Neumann ontstond het nummer Däm Schmitz sing Frau eß durchgebrannt, dat in 1907 een succes werd. Het nummer bestond uit een inleidende mars van Neumann en Ostermanns lied als trio. In 1908 won hij de prijs voor het beste lied in het Keuls dialect met Wä hätt dat vun d'r Tant gedaach!, waarbij schlagercomponist en dirigent Emil Palm de muziek had bijgestuurd. Het was diezelfde Palm die veel Ostermann-composities in noten overbracht.
In de daaropvolgende jaren ging hij verder met de begonnen successen. Hij schreef liederen en carnavalsschlagers, publiceerde ze zelf en kon daarmee in zijn levensonderhoud voorzien. De meeste liederen droeg hij zelf voor, anderen waren bestemd voor andere artiesten. Intussen werden door zijn agentschap optredens in geheel Duitsland geboekt. Hij begrensde zich niet op puur Keulse liederen, maar schreef ook hoogduitse schlagers, in het bijzonder wals- en marsliederen met de gangbare thema's <Rhein, Wein, Weib en Gesang>. Meerdere platen werden buitengewone verkoopsuccessen en bovendien schreef hij liederen voor revuefilms.
De Ostermann-schlager Rheinland-Mädel ging volgens Der Spiegel in 1927 met een miljoen edities over de persen en bracht een seizoenwinst van 130.000 Goldmark op. In totaal zijn hiervan minsten negen versies, die in 1927 voor de eerste keer bij het Ostermann Musikverlag in Köln-Sülz zijn verschenen. Robert Koppel bracht het nummer in 1929 met als B-kant Wenn Du eine Schwiegermutter hast op de markt, ook geschreven door Ostermann. Toen in mei 1930 de gelijknamige film in de bioscopen kwam, was hierin Ostermanns stemmingslied in de uitvoering van de acteur Werner Fuetterer opnieuw te horen.
Tegen het eind van 1920 werd de economische situatie in Duitsland slechter. Ostermann had minder en slechter betaalde optredens. Hij publiceerde ook noten en liedjesteksten van andere componisten en auteurs en schreef reclameteksten. Bovendien gaf hij sinds 1930 het humoristische weekblad Tünnes und Schäl uit, dat echter in het daaropvolgende jaar werd stopgezet. In 1930 ontstond ook de evergreen Och, wat wor dat fröher schön doch en Colonia.
Een aantal liederen van Ostermann werden overgenomen of van nieuwe teksten voorzien door Nederlandse zangers, waaronder Willy Derby (Als de vrouwen willen trouwen (1927); Als ik ooit ga trouwen (1928); Fijn aan den Rijn (1931)), Kees Pruis (Hebt U misschien Catrien gezien?, Loflied op de Nederlandsche vrouw), Lou Bandy (Alle meisjes kunnen zoenen) en het Duo Hofmann (Blijf 'r af!).

## Privéleven en overlijden
In 1903 trouwde hij met Katharina Maria Striebeck, maar dit huwelijk hield niet lang stand. In 1911 trouwde Osterman met Emil Palms zus, de revuedanseres Käte Palm.
Zijn laatste gastoptreden gaf hij in juli 1936 in Bad Neuenahr, waar hij op het podium in het Kurhaus ineenzakte en direct werd verplaatst naar het Keulse ziekenhuis Lindenburg. Na een zware maagoperatie bleef hij daar tot aan zijn dood en schreef hier ook zijn laatste lied Heimweh nach Köln. Op 6 augustus 1936 overleed Ostermann in het ziekenhuis en werd bijgezet op het Melaten-kerkhof.

## Erfenis en aandenken
Op 16 februari 1939 (Weiberfastnacht) werd de Willi Ostermann-fontein in de Keulse oude stad feestelijk ingewijd. De beeldhouwer Willy Klein had voor 38.000 rijksmark uit een 14 kubieke meter groot, uit Beieren aangevoerd schelpkalkblok de 15 figuren gebeiteld, die Willi Ostermann in zijn liederen bezongen had. Na dertien jaar was Ostermann nog altijd populair, want in 1949 leverde zijn weduwe 45.000 exemplaren van zijn Keulse liederen af.
De schriftelijke en muzikale erfenis van Ostermann werd door zijn eigen uitgeversfirma beheerd, die na zijn dood vervolgens door zijn vrouw Käte werd verder geleid. Later werd deze overgenomen door de Musikverlage Hans Gerig KG. De Willi Ostermann Gesellschaft Köln e. V. onderhoud het aandenken van de artiest. In 1949 werd in Königswinter in het Nachtigallental van het Zevengebergte een standbeeld voor Willi Osterman opgericht. Aan de Keulse raadstoren werd een figuur aan hem toegewijd.

## De Willi Ostermann-medaille
Ter ere van Willi Ostermann werd in 1967 de Willi Ostermann-medaille als hoogste onderscheiding van het Keulse carnaval ter beschikking gesteld. Ze wordt sindsdien in onregelmatige afstanden verleend voor bijzondere verdiensten voor het Keulse lied en gewoonlijk bij de prinsenproclamatie overhandigd.

### Enkele prijsdragers
- ####: Fritz Weber
- 1967: August Schnorrenberg
- 1968: Ludwig Sebus
- 1970: Karl Berbuer
- 1971: Jupp Schmitz
- 1972: Willy Schneider
- 1973: Marie-Luise Nikuta
- ####:Jupp Schlösser
- 1976: Willi Ostermann Gesellschaft Köln 1967 e. V.
- 1977: Toni Steingass
- 1978: Gerhard Jussenhoven
- 1981: Bläck Fööss
- 1986: Hans Knipp
- 1987: Reinold Louis
- 1994: Willy Millowitsch
- 1997: Hellige Knäächte un Mägde
- 1999: Höhner
- 2002: King Size Dick
- 2003: Peter Schnitzler
- 2004: Hans Süper
- 2004: Otto Scheiblreiter
- 2007: Fritz Pleitgen

### Lijst van Ostermann-titels
- Aber sonst
- Ach lieber Schaffner (Parodie)
- Adelche – Adelche!
- Adjüß Schäng!
- Allerhand Puppchen
- Alles, alles wegen de Mädchen!
- Alles wegen de Männer
- Am dude Jüd[d] (Lila lila Söckcher) (Et Schäfersch Nett)
- An der Ahr, an der Ahr...
- Angeklag!
- Auf Wanderschaff!
- Auskunft
- Barbare!
- Bei de Kämmelings – do geiht de Dühr nit op
- Beß doch nit su eigensennig, leve Schängemann
- Billard-Vergleiche!
- Blaue Adria Du (Parodie)
- Chrestian, du beß 'ne feine Mann!
- D'r König vun Belgien
- D'r Zeppelin
- Dä eß verdötsch!
- Dä Hals – vun der Frau Schmalz
- Da ist man baff, – und kann kein Wort mehr sagen
- Da kann man forschen, da kann man spähen
- Dä Klein dä muß ene Nüggel hann! (Jo, wat hät hä dann?) (1928)
- Dä Kölsche Boor en Iser
- Dä muß nit he jebore sin
- Dä schöne Fädenand
- Da wo die sieben Berge (September 1930)
- Däm Schmitz sing Frau eß durchgebrannt! (1907)
- Dann welle mir dat noch gläuve
- Das deutsche Keglerlied
- Das gibt es nur in Köln am Rhein
- Das Himmelreich
- Dat eß zovill!
- Dat fingen ich su schön vum Här Ostermann
- Dat richtige kölsch Platt
- De Gripp
- De Wienanz han 'nen Has em Pott!
- Den Damen!
- Denk’ nicht an morgen
- Denn einmal nur im Jahr ist Karneval
- Denn nur der Rhein mit seiner Fröhlichkeit... (10. Oktober 1931)
- Der Alfred mit den Schillerlocken
- Der Antialkoholiker
- Die »Frau Bellmann« muß mer Rollschoon laufe sin
- Die ächte kölsche Poesie (Das ist von Goethe nicht)
- Die Fastelovendsred
- Die ganze Kompagnie!
- Die Höhnerfarm vum Zilla!
- Die Jugend von heute
- Die Mäd die muss am Huhs eruhs
- Die Mösch
- Die Neugasspilger
- Die Nummer »42«
- Die Zukunft
- Dröm loß mer noch ens schunkele!
- Drum rat' ich Dir – Zieh’ an den Rhein! (Dezember 1929)
- Durch dä ganze Krohm – mache mir ne' Schrohm!
- Eifersucht
- Ein deutscher Sportsmann über den Weltkrieg
- Eine Bienenhaus-Parodie
- Einmal am Rhein (1931)

- »Eins ins Andere«. Musikalisch-Humoristischer Kuddelmuddel (September 1930)
- Eisenbahn-Kouplet
- Es gibt nur einen deutschen Rhein
- Et Düxer Schötzefäß
- Et geiht nix för 'ne richt'ge Polakschrett
- Et Griet weiß Bescheid
- Et hät och esu jejange
- Et Lißge uhs der Deepegaß
- Et Littiti
- Et Stina muß 'ne Mann han!
- Eu-Eu-Eugenie
- Französisch
- Fröhjohr
- Geburtstags-Condolation
- Gold und Brillanten hat sie nicht
- Hä kann et
- Hä säht – un sei säht
- Heimweh nach Köln
- Herr Wenzel!
- »Hoch« klingt das Lied vom Alkohol!
- Hoffnung
- Hurra! die Minna hat 'nen Mann gekriegt!
- Ich ben 'nen ahle Kölsche
- Ich ben vun Köln am Rhing ze Hus
- Ich blieve wat ich ben...
- Ich han dis Naach vun Geld gedraump
- Ich hann dich am Sonndag mem Hermann gesinn
- Ich trinke auf dein Wohl mein Schatz! (1931)
- Ich weiß was von Dir!
- Im Frühling, Sommer, Herbst und Winter
- Ja, die Mädchen, die sind uns gefährlich
- Jet vum Bier
- Jim! wat häß do för en Bötzge ahn!
- Keinem jet sage
- Kinddauf-Fäß unger Krahnebäume
- Kindermungk
- Klapphorn-Verse
- Kölner Lokal-Kouplet, Nr. 1
- Kölner Lokal-Kouplet II
- Kölsch Zaldate-Leed
- Kölsche Mädcher künne bütze...
- Künnte mer nit e Milliönche han
- Kutt erop! Kutt erop! Kutt erop!
- Lieschen, nur ein kleines bischen
- Loblied auf den »34er« Wein
- Loblied auf Köln
- Lohß mer ens zeige, Mann für Mann (Laach-Leed)
- Madeira
- Madeirafahrt
- Mädel, Mädel komm mit mir den Rhein entlang (10. Oktober 1931)
- Malche, ach Malche, maach bloß kein Sätz
- Mama! Mama! unse Heinemann
- Marie! – Schäpp noch jet mieh!
- Mau-beuge
- Meine Mathilde, die ist im Bilde
- Meinste dat deiht dä nit?
- Mimmi, ich weiß was von dir!
- Minge Wunsch
- "Mir"
- Mir ist alles gleich!
- Modernes, aktuelles Kouplet
- Nä – ich mag Dich nit mie
- Namur – Namür

- Ne gohde Root
- Neues Jägerlied
- Nichts zu machen
- Nit geloge
- O jömmich! Wat han se dem Herrmann gedonn!
- O Marie! Ach komm mit mir zum Standesamt!
- O Rheinland, wie bist du so schön!
- Ober! Schnell noch eine Runde her! (November 1928)
- Och, dann freut sich die Mama!
- Och wat wor dat fröher schön doch en Colonia (1930)
- Och, wör doch bloß dä Kreeg am Eng!
- Paula! Komm gib dem Onkel e Küßche
- »Pech«
- Pingswedder
- Pressa-Lied (Griet, kumm loß dä ganze Brassel stonn!)
- Rheinische Lieder, schöne Frau'n beim Wein (November 1928)
- Rheinländer
- Rheinlandmädel (Und sollt ich im Leben ein Mädel mal frei'n) (1927)
- Rötsch mer jet, Angenies
- Russe
- Schön ist's als Soldat
- Schön, wenn man's zu erzählen versteht
- Schrrrumm! Ald widder en Fleeg kapott!
- Sechs Paar Stivvele
- Sehnsucht nach dem Rhein
- So ist England
- Soldatenlieder-Refrains
- Ssssst! paß auf ein starker Wind der kommt!
- Su es et
- Su schön wor et noch nie! (Su schön wie augenblicklich)
- Summ- un Brumm-Leed
- Telegramm
- Teufelsträume
- Tränen möchte man vergießen
- U 9
- Uns Grooß die hät ihr Flääch verklopp!
- Uns kann nix mieh passiere!
- Unse Vorstand
- v. Stein
- Vier Jahreszeiten
- Villa Billa (Jetz hät dat Schmitze Billa)
- Vorsich
- Vun wäje zo fett jekoch
- Wägen de Zemmermanns träcke mir nit uhs
- Wammer vörnehm weed
- Wat litt dann ann 10,000 Dhaler
- Wat summb dat, Wat brummb dat, Wat eß en d’r Luff…
- Weihnachts-Geschenke
- Wem Gott ein Amt giebt, giebt er auch Verstand
- Wenn dat eß, na dann Broß!
- Wenn die Liebe nicht wär!
- Wenn du eine Schwiegermutter hast! (1928)
- Wenn du wüßtest... [mein Kind]
- Wenn einer jett om Häzze hät (Ich ben d’r Stadt-Anzeiger)
- Wenn ich doch bloß 'ne Schnäuzer hät!
- Wenn in Colonia der Karneval beginnt!
- Wenn mer fuffzehn Kinder hät!
- Wenn mer op der Huhstroß spaziere geiht!
- Wer hätt dat vun der Tant gedaach!
- Wir auch
- Wir halten treu zu dir!
- Woröm solle mir ald en de Heija gonn
- Zwei zu fuffzehn

### Filmmuziek
- Das Rheinlandmädel, 1930, Regie: Johannes Meyer, daarin Willi Ostermann ook als vertolker (Der Schlagerdichter)
- Einmal möcht’ ich keine Sorgen haben, 1932, Regie: Max Nosseck
- Der Traum vom Rhein, 1933, Regie: Herbert Selpin, daarin Willi Ostermann ook als vertolker (Der Chef der vier rheinischen Sänger)

- Gemeinsame Normdatei: 118590480
- International Standard Name Identifier: 0000 0001 0676 3242
- Library of Congress Control Number: n2012020997
- MusicBrainz: a64f624c-1b8e-41f0-8783-73892d8af1d1
- Nationale Bibliotheek van Tsjechië: mzk2010612051
- Virtual International Authority File: 3263210
- WorldCat: E39PBJwxGrcJPvCj93J38FfjG3